# Castell de Clasquerí
El Castell de Clasquerí –o Castell de Castellar– és un castell del municipi de Castellar del Vallès (Vallès Occidental). El castell de Castellar es troba a prop del poble, a l'altra banda del riu Ripoll. El camí al castell es troba en el quilòmetre 26 de la carretera de Sant Sadurní d'Anoia a Sentmenat. El seu emplaçament equivalia a una defensa natural. El conjunt arquitectònic de quatre zones és format pel castell, la capella de Santa Bàrbara, la zona de l'aqüeducte i la zona de la masoveria. Conjuntament conformen un pati clos amb una bassa rectangular i permeten una vista panoràmica, en direcció a llevant, del nucli de Castellar del Vallès. El conjunt inclou un aqüeducte que uneix la zona del Castell amb l'altra zona del conjunt coneguda com la masoveria, situada al vessant nord oriental i d'accés a la finca. És una obra declarada bé cultural d'interès nacional.

## Conjunt

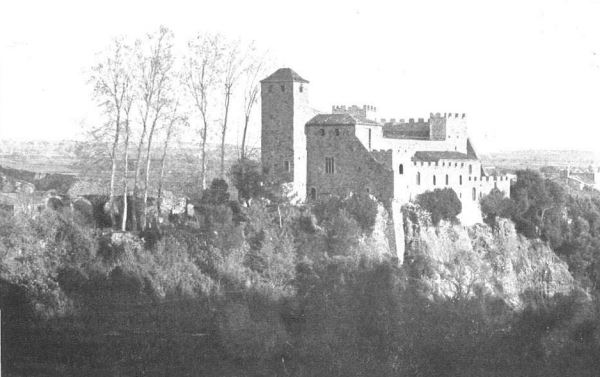
Any 1905

La zona del castell és d'origen romànic, datada de 912 i 939, i amb successives modificacions d'estil gòtic, amb remodelacions diverses. Es tracta d'un castell medieval de planta trapezoïdal; presenta tres nivells, amb un pati central amb dues escales, i torres a les cantonades. La façana principal es troba orientada a sud amb finestrals pseudogòtics, merlets de remat i portal adovellat, conformant una plaça mirador amb la bassa i capella gòtica d'una sola nau com a teló de fons. Els interiors del castell, restaurats al segle xx presenten sostres enteixinats a les estances principals de la planta noble. En una cambra de la torre principal hi ha una pintura mural del 1581, possiblement al "fresc", que representa la figura d'un home amb una creu a la mà i un crani amb una espasa sobre una taula. La zona de la capella o capella de Santa Bàrbara es troba constituïda per una capella gòtica d'una sola nau, amb una coberta a dos vessants, un absis de planta poligonal, rematat amb merlets a manera de torre, de major alçada que la capella. La façana principal presenta una portalada i una finestra lobulada.
La zona de l'Aqüeducte presenta en l'actualitat alguns dels trams del conjunt que menava l'aigua des de la zona posterior de la masoveria fins a la bassa del castell, i que permeten que el conjunt presenti una imatge unitària. La zona de la masoveria és una masia de grans dimensions de planta baixa i dues plantes amb coberta a dos vessants amb carener perpendicular a la façana principal a est, i gran porxo a planta segona orientat a migdia. L'accés principal resta més elevat, al nivell de la primera planta amb un mur de contenció que presenta continuïtat amb l'aqüeducte.

## Castell
El castell té planta trapezoïdal, dues torres i un pati central, amb un pou i les escales per accedir al primer pis. Dues ales afegides i una torre a l'angle el tanquen. L'edifici té planta baixa i dos pisos. L'aspecte actual del castell és el resultat de les reformes fetes per Guerau de Clasquerí el 1335. Queden poques restes del seu origen altmedieval, entre les quals es troben l'arc d'entrada de mig punt.
L'aspecte que presenta el castell actualment és fruit de la restaruació feta entre finals del segle xix i principis del segle xx. Aquesta restauració va fer servir una tipologia constructiva de característiques molt similars a les emprades en l'època altmedieval. És de planta quadrada, deformada en trapezi, amb torres emplaçades a les cantonades coronades amb merlets, excepte la major, on els merlets queden coberts per una teulada. Al centre s'obre un pati on es troben les dues escales que condueixen a la planta noble del castell. A la façana hi ha, al primer pis, dues finestres gòtiques geminades, amb estilitzades columnes, i entre aquestes es troben els diferents escuts dels senyors del castell; al segon pis hi ha dues finestres amb arcs conopials. El parament és de carreus ben escairats i col·locats de forma alineada.
Davant de la façana principal es troba la capella gòtica de Santa Bàrbara, d'una sola nau i absis poligonal. La porta principal és d'arc de mig punt adovellada, amb un guardapols amb forma d'arc apuntat; per sobre hi ha una petita rosassa amb traceria de pedra. La teulada és a dues aigües amb acabaments coronats amb merlets. Els carreus estan mitjanament escairats. Adossat a una de les parets s'hi troba un atri d'arcades ogivals amb acabament decoratius de merlets. Té pintures del barceloní Pere Serafí que daten de 1548.

## Història

### Primeres referències documentals
El castell de Clasquerí o castell de Castellar fou un districte territorial que comprenia un territori bastant semblant al que actualment és el terme municipal de Castellar del Vallès.
El primer document en el qual es testimonia l'existència del castell és un document de Sant Cugat del Vallès datat de l'any 939 on els esposos Ovasi i Osiana donen a Sunyer I, comte de Barcelona un alou de terres (que incloïa vinyes, arbres, cases i corts) en què s'especifica que aquesta parcel·la és infra fines vel terminos de kastrum Castellare (dins els termes del Castell de Castellar). Al diplomatari de Sant Llorenç del Munt apareix l’any 947 una referència al castell i uns anys després, l’any 955, torna a haver-hi una referència al castell, en un document on el comte de Barcelona, en aquest cas Miró I, fa donació del mateix alou rebut pel seu pare l'any 939 al Monestir de Sant Cugat del Vallès.
Existeix també una referència de 980, on es parla d'una vinya situada in chomitato Barchinonense, in termino Terracia in Castellare, in Lazaria que podria estar situada prop del castell. Altres documents, datats dels anys 912 i 1010, parlen del castrum kastellare, denominació que sembla estar relacionada amb el nom de la població actual de Castellar del Vallès. També està datat de 1009 un document que parla del castell com un alou d'extensió considerable que inclou una roureda.

### Comtes de Barcelona
Si bé existeixen referències sobre el castell, no s'han conservat documents que indiquin qui eren els propietaris del castell fins al 1017. Segons un document d'aquell any, datat el dia 5 d’octubre, Senegunda i el seu fill Isard venen als comtes de Barcelona, Ramon Borrell i Ermessenda de Carcassona, a canvi de 150 unces d'or, l'alou de Castellar que compren el castell, cases amb corrals, terres, vinyes, erms, casals, horts, molins, recs, boscos, garrigues, arbres fruiters, pastures i roques, però hi exclou l'església de Sant Feliu de Valrà (actualment a Sant Feliu del Racó), que pertanyia al Monestir de Sant Cugat del Vallès, i que tenia empenyorada a Senegunda. Els venedors, segons aquest document, eren propietaris de l'alou per compra i per dècim (o drets com a esposa) i per herència paterna i la venda és qualificada de alaudem nostrum propium que vocant Castellare, o sigui propietat plena dels venedors, i és feta en forma de traspàs de tots els drets aloidals. De totes maneres, hi ha dubtes que aquest document sigui verídic o s'hagi conservat correctament fins als nostres dies.

### Castellar i els Montcada
A pesar del document que mostra la propietat del castell per part dels comtes de Barcelona, altres documents mostren com entre l'any 1020 i 1030, el castell formava part d'un lot de béns d'enllaç matrimonial entre Adaleda, filla de Bonuç de Claramunt i Senegunda, i el noble Guillem I de Montcada. Aquest fet demostraria que la venda feta el 1017 hauria estat aturada o no hauria estat validada i Adaleda hauria adquirit els béns per transmissió hereditària de la seva mare, mentre Guillem n'hauria adquirit els drets com a dot matrimonial.

### Donació a Sant Llorenç del Munt
El 23 de juliol de 1039, Ermessenda i el seu net Ramon Berenguer I, donen com a dret propi i de forma perpètua. El document de dació contempla que Ermessenda n'és la propietària per la compra que en feu a Guillem de Montcada i la seva esposa, aquest fet demostraria que entre 1017 i 1039 Ermessenda hauria tornat a adquirir (o segons algunes hipòtesis ho hauria fet per primera vegada) el castell. L'objectiu de la dació, segons els historiadors, era afavorir el clergat per contrarestar la pressió de la nova generació aristocràtica que, en els anys de minoria d'edat del comte net (1035-1041), havia augmentat els atacs a la supremacia comtal. La dació comprenia el castell, a més a més de terres, vinyes, cases, corts, pastures, boscos i molins. entre d'altres.
Aquesta donació suposa un impuls definitiu a la consolidació del domini del monestir de Sant Llorenç del Munt sobre els termes dels voltants i a la construcció del seu nou temple, finalitzada el 1064.
Hi ha un altre document, datat de 1049, on Ermessenda cedeix novament el castell al monestir. En aquest document es fa referència al fet que la comtessa de Barcelona adquireix el castell com a bé heretat del seu marit Ramon Borrell. En aquest cas, la dació es fa en la fórmula de reserva senyorial i la comtessa en retenia tots els drets. En tot cas, segueixen havent-hi dubtes sobre si el document era autèntic o si mai va arribar a tenir validesa jurídica.

### Feu de Castellar
A la segona meitat del segle xi, el castell passa a formar part del feu de Castellar (feudo de Castellar). Curiosament, sembla que el feu de Castellar no fou en cap moment pertinença del monestir de Sant Llorenç i se’n desconeix qui n’era el propietari. En diferents documents relacionats amb el monestir es descriuen les possessions que aquest tenia –sembla que ja havia entrat en decadència al segle xv– i en cap d'elles es fa referència al castell. Per contra sí que es troba documentat el domini eminent (feudal) que té el comte de Barcelona sobre el castell al segle xii. Ramon Berenguer IV, en convinença amb Guillem Ramon I de Montcada, el Gran senescal, li encomana diferents castells el 1136, i entre ells es trobava el de Castellar. Aquest convinença fou resultat de l'enfrontament que tingueren entre ells a conseqüència de la interferència del comte en el matrimoni entre Guillem i Beatriu de Montcada.

### Edat moderna i contemporània
Els Clasquerí anaven esdevenint els propietaris més poderosos de la rodalia. Pere de Clasquerí es casà amb una dama anomenada Sibil·la i s'establí al castell de Castellar. La preponderància de la família Clasquerí, durant el temps de Pere el Cerimoniós, s'infereix pel fet de comptar amb un prelat (Pere de Clasquerí) i amb un conseller de Barcelona (Francesc de Clasquerí). El llinatge s'establí tan sòlidament en el paratge que moltes vegades el castell fou conegut abans per "Castell de Clasquerí" que pel nom tòpic. Amb les vinculacions familiars de Meca-Sentmenat-Fontcuberta s'arriba a l'actual propietari Carles de Fontcuberta, que vetlla per la conservació de l'edifici. A finals del segle xix i principis del XX, el castell es va restaurar.
En la capella de Santa Bàrbara s'hi celebraven els cultes religiosos de la família del castell. Quan la família deixà de residir-hi habitualment va perdre el privilegi o llicència de culte. L'any 1849, i accedint a la súplica de l'Il·lustríssim Senyor en Joaquim de Sentmenat, senyor del Castell de Clasquerí, en Francesc Bosch, vicari general de Barcelona i Governador (Sede Vacante), permeté que se celebrés a Santa Bàrbara el culte, sempre que hagi estat convenient.